# Kleinwagen (Eisenbahn)

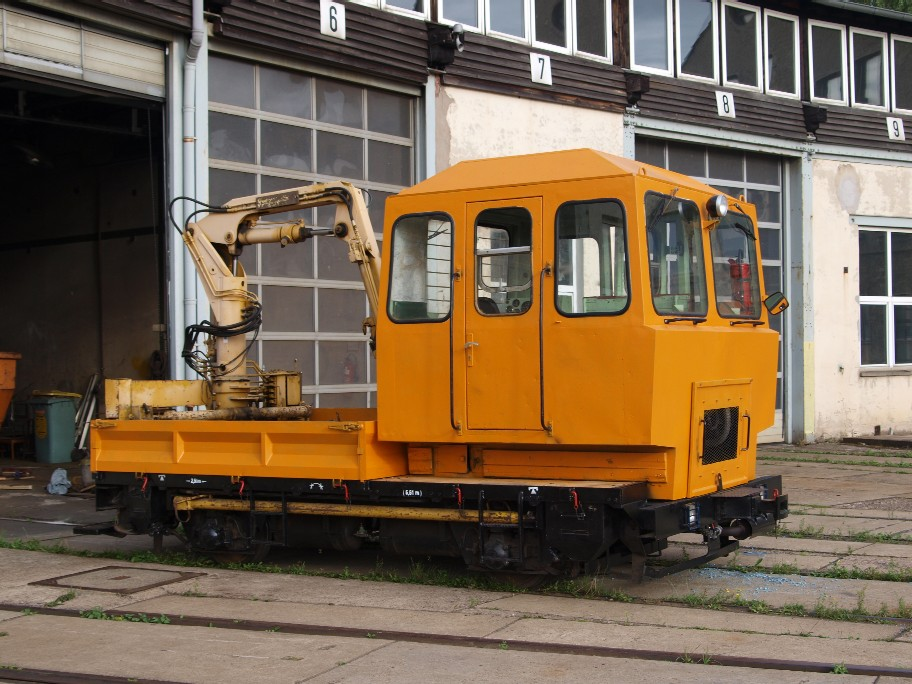
Skl 25 der DR

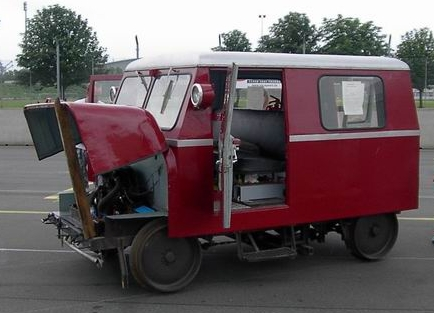
Klv 12 der DB

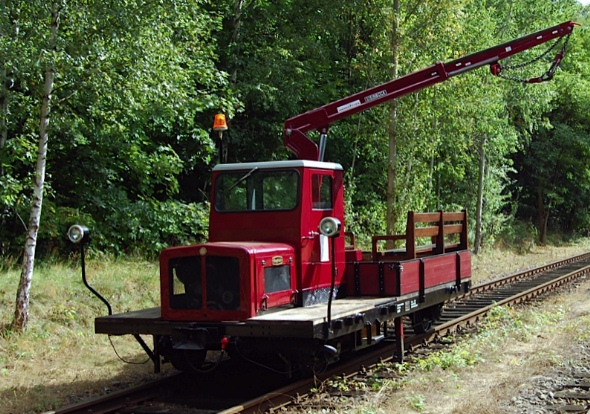
Klv 51 ex DB, heute AG Märkische Kleinbahn

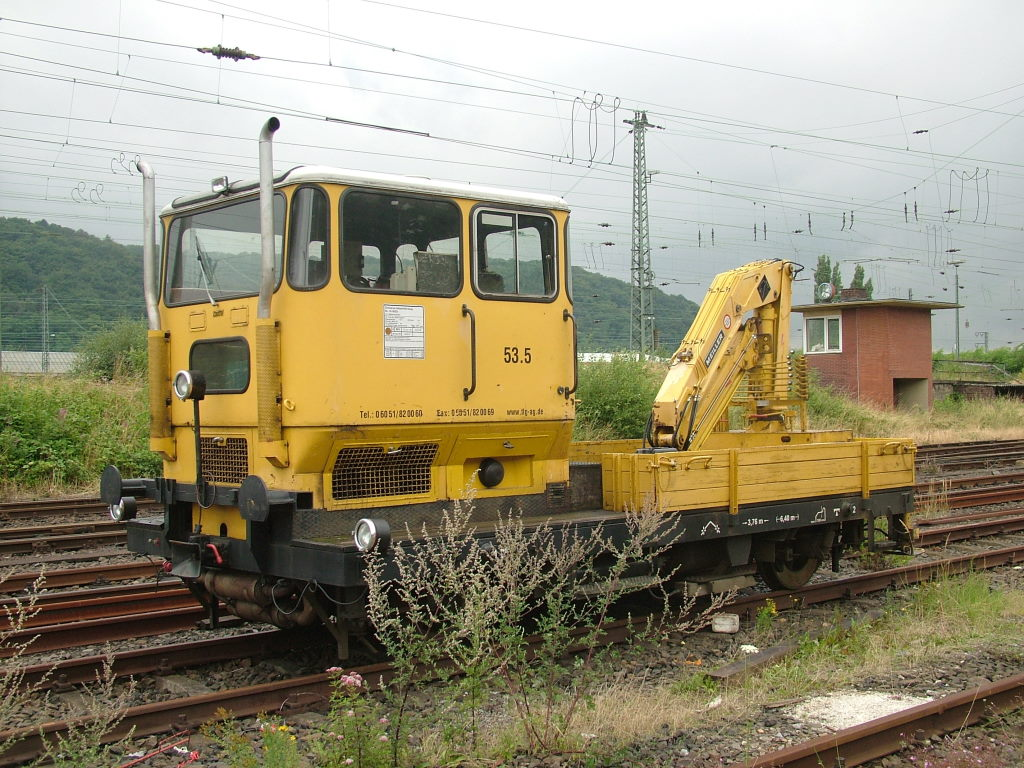
Klv 53 der DB

Kleinwagen (Kl) und Schwerkleinwagen (Skl) sind Nebenfahrzeuge im Eisenbahnbetrieb.

## Definition
Kleinwagen sind Fahrzeuge leichter Bauart und beeinflussen daher Schienenstromschließer nicht zuverlässig. Fahrten von Kleinwagen werden betrieblich ausschließlich innerhalb von Bahnhöfen als Rangierfahrten und auf der freien Strecke sowie beim Übergang vom oder in den Bahnhof als Sperrfahrten behandelt, für sie dürfen Hauptsignale und der Streckenblock nicht betätigt werden. Daher sind vom Fahrdienstleiter Merkhinweise und Hilfssperren anzubringen, um eine versehentliche Freigabe für einen regulären Zug zu verhindern.
Als Schwerkleinwagen werden Fahrzeuge bezeichnet, die aufgrund ihrer schwereren Bauart in der Lage sind, auch Schienenstromschließer sicher zu betätigen, aber dennoch nicht zu den Regelfahrzeugen zählen. Fahrten mit Schwerkleinwagen werden betrieblich wie Zugfahrten behandelt, es werden also Hauptsignale und Blockeinrichtungen betätigt. In der Fahrdienstvorschrift für Nichtbundeseigene Eisenbahnen wird ein Schwerkleinwagen als Nebenfahrzeug mit einer Radsatzlast von mindestens 3,5 t definiert.
Kleinwagen sind in Deutschland – mit Ausnahme von Zweiwegefahrzeugen und einigen Anhängern – selten geworden. Aufgrund der höheren Dienstmasse werden heute zumeist Schwerkleinwagen eingesetzt.

## Bauarten
Typische Schwerkleinwagen sind die Rottenkraftwagen, die dem Transport von Arbeitern (der Rotte) und/oder Baumaterial zu und von Gleisbaustellen dienen. Jeder Bahnmeisterei standen ein oder mehrere Rottenkraftwagen zur Verfügung. Aufgrund der großen Anzahl wurden bei den deutschen Staatsbahnen recht bald nach dem Zweiten Weltkrieg Einheitsbauarten entwickelt und beschafft. Bei der Deutschen Reichsbahn waren dies beispielsweise die Bauarten Skl 24 und Skl 25, bei der Deutschen Bundesbahn sind hier vor allem die Klv 51 und Klv 53 zu nennen. Die Deutsche Bahn setzt vor allem die Bauarten GAF100 und Robel Bamowag ein. Auch Inspektionsfahrzeuge wie die Klv 11 / Klv 12 der DB oder schienenfahrbare Gleisbaumaschinen aller Bauarten fallen unter die Schwerkleinwagen.
Für den meisten Skl wurden passende Anhänger entwickelt und mitbeschafft. Aufgrund ihrer robusten Bauart wurden zahlreiche dieser Beiwagen, die ebenfalls als schwere Kleinwagen eingeordnet wurden, nach der Ausmusterung durch die Deutsche Bahn an Gleisbauunternehmen verkauft. Sie werden noch immer eingesetzt, in der Regel mit Zweiwegebaggern. 
In das Betriebsnummernschema der Deutschen Bahn wurden die Gleisarbeitsfahrzeuge erst nach 2010 einbezogen. Die GAF 100 erhielten die Stammnummer 741, die Bamowag von Robel die 744. Die etwa zur selben Zeit vergebenen UIC-Fahrzeugnummern weichen davon völlig ab.